# Katastrofa lotu Avianca 671
Katastrofa lotu Avianca 671 – katastrofa lotnicza, która wydarzyła się 21 stycznia 1960 roku podczas lądowania na lotnisku w Montego Bay na Jamajce. W wypadku samolotu Lockheed L-1049E-55 Super Constellation, należącego do kolumbijskiej linii Avianca zginęło 37 osób (35 pasażerów i 2 członków załogi).

## Przebieg lotu
Lot Avianca 671 odbywał się z Nowego Jorku z portu lotniczego Idlewild do Bogoty z międzylądowaniami w Montego Bay na Jamajce i Barranquilla w Kolumbii. Podczas lotu do Montego Bay zepsuł się silnik nr 3 i samolot został skierowany do Miami, gdzie naprawiono regulator śmigła oraz usunięto wykrytą usterkę silnika nr 2. O godz. 00:12 Lockheed wyruszył w dalszy rejs na Jamajkę.

## Wypadek
Podczas lądowania samolot bardzo ciężko przyziemił, odbił się od pasa startowego, wylądował po raz drugi, wpadł w poślizg i stanął w płomieniach. Zatrzymał się odwrócony około 1900 stóp od progu drogi startowej i 200 stóp na lewo od niego.
W wypadku zginęło 37 osób, co czyni z niego najbardziej tragiczny wypadek lotniczy w historii Jamajki.
Jako przyczyny wypadku uznano błąd pilotów spowodowany brakami w wyszkoleniu i umiejętnościach.